# Anton van Munster

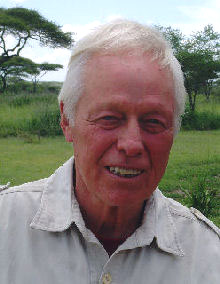
Anton van Munster

Anton Robert Willem Edzart Victor van Munster (* 7. April 1934 in Amsterdam; † 11. Februar 2009 in Blaricum) war ein niederländischer Kameramann. Er arbeitete häufig mit Bert Haanstra zusammen.

## Leben
Van Munster begann seine Karriere 1958 als Assistent von Kameramann Eduard van der Enden bei Bert Haanstras Film …und die Musik bläst dazu. 1961 absolvierte er ein Kamerastudium am Centro Sperimentale di Cinematografia in Rom. Nach seinem Abschluss war van Munster Kameramann bei mehr als 40 Spiel- und Dokumentarfilmen, worunter sich zahlreiche Natur- und Tierfilme befinden. Van Munster arbeitete ab 1963 an einer Reihe von Dokumentationen und Spielfilmen von Bert Haanstra, darunter Zwölf Millionen, De Stem van het Water, Fressen und gefressen werden, Dokter Pulder zaait papavers, Een Pak Slaag, Schimpansen unter sich und Vroeger kon je lachen. 1971 drehte er Pariser Straßenaufnahmen für Jacques Tatis Spielfilm Trafic und 1974 wirkte er an der US-amerikanischen Dokumentation Die Paarungen der Tiere mit, die für einen Golden Globe und einen Oscar nominiert wurde. 1996 gehörte er zu den Kameramännern des Tierfilms Der kleine Leopard von Hugo van Lawick. 1999 war er am Film Cheetah Story von Alan Miller über eine Gepardenfamilie beteiligt, 2002 am Film Addo, Koning der Dieren von Hugo van Lawick und 2007 am Film African Bambi von Alan Miller. Seine letzte beiden Filme War of the Hippos und Survivor drehte er im Jahr 2008 kurz vor seinem Tod.
Van Munster war langjähriger Dozent an der Filmakademie in Amsterdam. Im Dezember 2008 wurde er von Königin Beatrix der Niederlande zum Ritter des Ordens von Oranien-Nassau ernannt.
Anton van Munsters jüngerer Bruder Bertram (* 1940) ist ein Fernsehproduzent in den Vereinigten Staaten.